# ليونيد بريجنيف
ليونيد إيلييتش بريجنيف (بالروسية: Леони́д Ильи́ч Бре́жнев) (ولد 19 ديسمبر 1906 – توفي 10 نوفمبر 1982). كان رئيس الاتحاد السوفيتي بين عامي 1964 و1982 خلفًا لنيكيتا خروتشوف، ولكن في الفترة الأولى كان يشاركه السلطة آخرون. كان الأمين العام للحزب الشيوعي السوفيتي بين عامي 1964 و1982، وكان رئيسا لمجلس السوفيت الأعلى (رئيس الدولة) مرتين، بين العامين 1960 و1964 وبين العامين 1977 و1982.

## نشأته
ولد ليونيد بريجنيف في 19 ديسمبر/كانون الأول عام 1906 في مدينة كامنسكوي (دنيبرودزيرجينسك حاليا) بأوكرانيا في عائلة لأب عامل. والتحق عام 1915 بمدرسة كلاسيكية في موطنه. وكانت مادة الرياضيات من أفضل وأحب المواد الدراسية بالنسبة له. بينما كان يتهرب دوما من دراسة اللغات الأجنبية. وكأن تعليمه ومسيرته المهنية يثبتان أن القيادة الاستراتيجية تتطلب رؤية شاملة وتحليلاً لكل العوامل المؤثرة، كما أن العلم يتطلب التفكير المنطقي والحسابات الدقيقة.

## تخرجه والتحاقه بالحزب

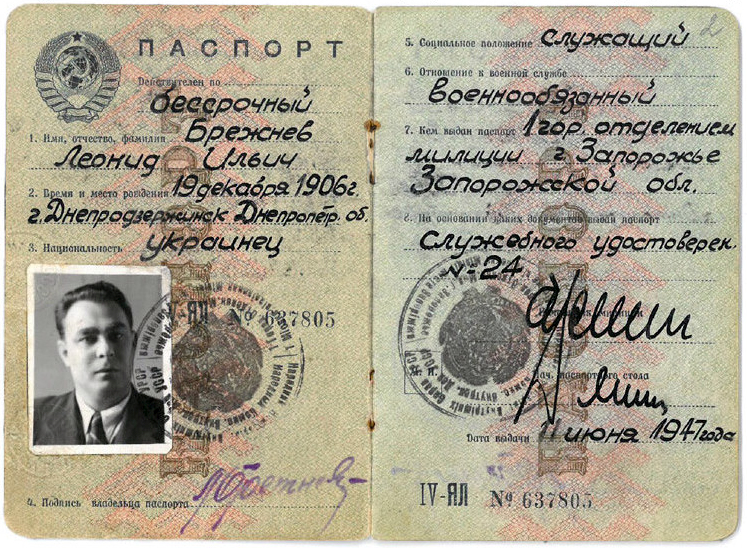
جواز برجنيف 1937

تخرج بريجنيف عام 1927 من الكلية الزراعية وعمل مهندسا في محافظة كورسك وجمهورية بيلوروسيا ومنطقة أورال. وشارك بريجنيف في تأسيس التعاونيات الزراعية ومصادرة ممتلكات الأثرياء. والتحق عام 1931 بالحزب الشيوعي. ثم عاد إلى موطنه مدينة كامنسكوي حيث عمل بمصنع التعدين ودرس في الوقت ذاته في الدورة المسائية لمعهد التعدين الذي تخرج منه عام 1935. ثم استدعي للخدمة في الجيش الأحمر لسنة واحدة. فعاد إلى موطنه ليتولى إدارة كلية التعدين . وقد تمكن من الارتقاء السريع في السلم الحزبي . وبحلول عام 1939 وجد بريجنيف نفسه سكرتيرا للجنة الحزب في شؤون الدعاية في المقاطعة . ثم ترأس قسم الصناعات الحربية في لجنة الحزب في المقاطعة.

## أثناء الحرب العالمية الثانية

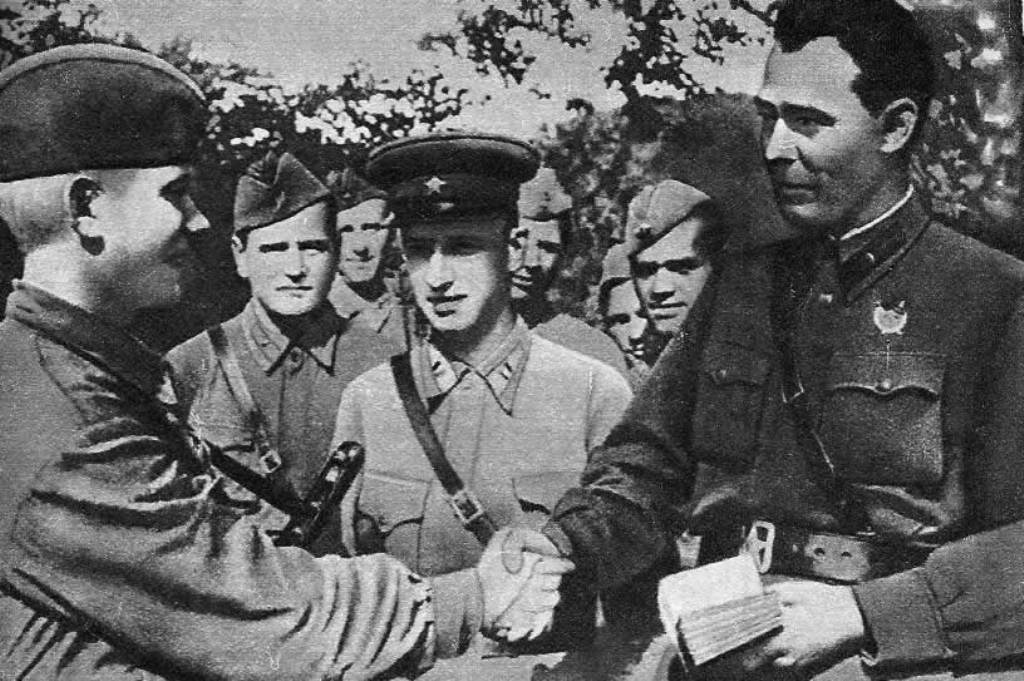
برجنيف مع الجنود على الجبهة 1942

عندما غزت ألمانيا النازية الاتحاد السوفيتي في 22 حزيران عام 1941، وكان بريجنيف، مثل معظم المسؤولين رفيعي المستوى، وكان يعمل لإجلاء الصناعات من مدينة دنيبروبتروفسك إلى شرق الاتحاد السوفيتي قبل سقوط المدينة بيد الألمان في 26 أغسطس، وبعد ذلك عُيَّن مفوض سياسي . في أكتوبر انتقل بريجنيف إلى الإدارة السياسية للجبهة الجنوبية، مع رتبة لواء - المفوض
وعندما احتلت أوكرانيا من قبل الألمان في عام 1942، تم إرسال بريجنيف إلى القوقاز نائبا لرئيس الإدارة السياسية لجبهة القوقاز . في أبريل 1943، أصبح رئيسا للقسم السياسي في للجيش 18 . في وقت لاحق من ذلك العام، أصبح الجيش 18 جزء من الجبهة الأوكرانية، كما استعاد الجيش الأحمر زمام المبادرة وتقدم غربا عبر أوكرانيا . وكان بريجنيف من كبار المفوضين السياسيين في الجبهة مع نيكيتا خروتشوف ،
وكان بريجنيف يعرف خروتشوف قبل الحرب بسنوات. وكان بريجنيف التقى خروتشوف لأول مرة عام 1931 عند انتماءه إلى الحزب، أمضى بريجنيف فترة طويلة في جبهة القوقاز بالقرب من مدينة نوفوروسييسك حيث استولى الجنود السوفيت رأس جسر صغير. وزاره ليونيد بريجنيف 40 مرة كونه رئيسا للقسم السياسي في الجيش الثامن عشر. ووصف بريجنيف تلك الأحداث في الجزء الأول من مذكراته «الأرض الصغيرة». وترقى بريجنيف في نهاية الحرب إلى منصب رئيس الإدارة السياسية للجبهة ورتبة العميد . وشارك بريجنيف في الاستعراض العسكري بمناسبة انتصار الاتحاد السوفيتي على ألمانيا النازية الذي أُقيم في الساحة الحمراء.

## بعد الحرب
بعد الحرب بريجنيف غادر مؤقتا الجيش السوفيتي مع رتبة لواء في آب 1946. وكان قد أمضى الحرب برمتها باعتباره المفوض السياسي بدلاً من قائد عسكري بعدها عمل على مشاريع إعادة الإعمار في أوكرانيا، وأصبح الأمين العام للحزب في دنيبروبتروفسك . في 1950 يتولى إدارة اللجنة الحزبية في مقاطعتي زابوروجيه و دنيبروبيتروفسك بأوكرانيا. واتصف بريجنيف في تلك الفترة بمقدرته على إقامة العلاقات الطيبة مع الناس وحمل معاونيه على تنفيذ واجباته الوظائفية . وحظي بسمعة بين النشطاء الحزبيين وكافة فئات العاملين . وحاول بريجنيف كل مرة أن يحيط نفسه بأناس أوفياء له شخصيا . الأمر الذي ساعده في تولي منصب السكرتير الأول للجنة الحزب الشيوعي بجمهورية مولدوفا. لم يحب بريجنيف التغيرات الجذرية . وتعتبر صفته هذه من أهم سمات طبعه التي تجلت بكل وضوح وقت توليه للمناصب العليا في الحزب والدولة . انتخب بريجنيف كونه سكرتيرا أول للجنة الحزب الشيوعي في مولدوفا عام 1952 مندوبا إلى المؤتمر التاسع عشر للحزب الشيوعي للإتحاد السوفيتي حيث لفت انتباه ستالين . وتم انتخابه عضواً في اللجنة المركزية للحزب وسكرتيرا للجنة المركزية وعضوا في الرئاسة الموسعة للجنة المركزية للحزب الشيوعي في الاتحاد السوفيتي. لكن ستالين لم يقدم حتى موته عام 1953 على عقد حتى اجتماع واحد لرئاسته الموسعة. وبقي بريجنيف في موسكو مكتوف اليدين إلى أن تم حل الرئاسة الموسعة بعد موت ستالين وعيّن بريجنيف نائبا للإدارة السياسية العامة في الجيش السوفيتي ثم سكرتيرا ثانيا للجنة المركزية في الحزب الشيوعي في جمهورية كازاخستان السوفيتية. وتم تكليف بريجنيف آنذاك برئاسة حملة زراعية جديدة، وهي استصلاح الأراضي البكر في كازاخستان. الذي وصفه فيما بعد بالجزء الثالث لمذكراته المشهورة تحت عنوان «الأرض البكر». ومكن نجاح تلك الحملة بريجنيف من العودة عام 1956 إلى النخبة السياسية والحزبية وتولي منصب سكرتير اللجنة المركزية في الحزب لكونه أحد المساعدين الاوفياء لنيكيتا خروشوف الأمين العام للحزب الشيوعي السوفيتي ورئيس الوزراء للبلاد آنذاك.

## تنحية خروتشوف والوصول إلى السلطة

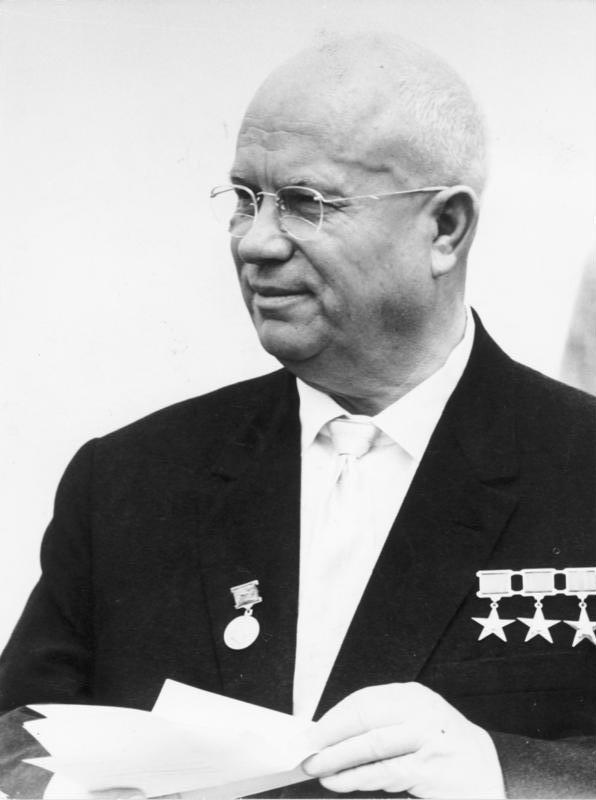
خروتشوف عام 1963 قبل سنة واحدة من تنحيتة

وفي عام 1960 تم تعيين بريجنيف في منصب رئيس هيئة الرئاسة لمجلس السوفيت الأعلى. لم يتصف بريجنيف بطبع قوي ولا بذكاء كبير. لذلك لم يرغب في أن يصبح يداً حديدية للحزب والدولة . لكنه كان ناشطا حزبيا ماكرا يضطلع بأسرار تشغيل الجهاز الحزبي وجعله يخدم مصلحة مسؤول، الأمر الذي ساعده في مشاركة أصحابه الأعضاء في اللجنة المركزية في تدبيرهم للانقلاب في الحزب وإقصاء قائده الحزبي نيكيتا خروشوف عن السلطة في أكتوبر/تشرين الأول عام 1964 وتولي زمام الحكم في الحزب والدولة. وعول شركاء بريجنيف في الانقلاب من الكوادر القيادية الحزبية الأصغر منه سنا على أنه سيتخلى فيما بعد عن جميع مناصبه ويمنحهم مناصب قيادية في البلاد لكونهم مدبرين أساسيين للانقلاب. لكن بريجنيف استطاع التخلص منهم تدريجيا وإحالتهم إلى مناصب غير مسؤولة في الجهات الحكومية والنقابية. وعند عام 1964 أطاح الحزب الشيوعي السوفيتي بالرئيس نيكيتا خروتشوف الذي كان يشغل إلى جانب رئاسة الدولة ورئاسة الوزراء. حدث ذلك بعد انتهاء أزمة الصواريخ الكوبية عام 1963 وموافقته على سحب الصواريخ السوفيتية من كوبا تحت ضغط الرئيس الأمريكي جون كيندي اعتبر التيار الرديكالي في الحزب الشيوعي أن خورتشوف أساء إلى الاتحاد السوفيتي بهذه التسوية فأطاحوا به. ولعل أهم أسباب الإطاحة بخروتشوف هي :
- انفراده بالسلطة خلافاً لمبدأ القيادة الجماعية.
- فشل سياسته الزراعية والمبالغة في انتقاد ستالين.
- الإساءة إلى هيبة الاتحاد السوفيتي إبان أزمة الصواريخ الكوبية.
- الإساءة إلى منصبه الحزبي والحكومي بتصرفات مظهرية أفادت منها الدعايات الغربية (مثل خلعه حذائه وهو جالس في مقعده على رأس الوفد السوفيتي في الدورة العامة للأمم المتحدة عام 1960، والدق به على المنصة).
- تفاقم الخلافات وتبادل الإتهامات مع قيادة الحزب الشيوعي الصيني.

## بداية عهده

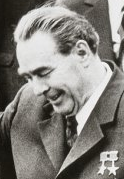
برجنيف عام 1972

اتصفت سياسة بريجنيف بالسعي إلى نشر النفوذ السوفيتي في العالم أجمع عن طريق دعم ما يسمى بحركة التحرر الوطني في الدول النامية والأحزاب الشيوعية في الدول الرأسمالية المتطورة، الأمر الذي أدى إلى اصطدام مصالح الاتحاد السوفيتي والولايات المتحدة في شتى مناطق العالم مثل منطقة جنوب شرق آسيا والشرق الاوسط وأفغانستان أمريكا اللاتينية والدول الأفريقية. وعلى صعيد العلاقات السوفيتية الأمريكية يعود إلى بريجنيف الفضل الكبير في بلوغ التوازن الاستراتيجي بين الاتحاد السوفيتي والولايات المتحدة والبدء في سياسة تقليص الأسلحة الاستراتيجية الهجومية والدفاعية، وذلك بعد الزيارة التي قام بها الرئيس الأمريكي ريتشارد نيكسون إلى موسكو عام 1972 . من أولويات السياسة الخارجية في عهد بريجنيف كان تعزيز تلاحم المعسكر الاشتراكي الذي احتوى على دول أوروبا الشرقية والهند الصينية وكوبا في أمريكا الاتينية.
خلال قيادة ليونيد بريجنيف، تم استخدام الطب النفسي لإضعاف وإبعاد المعارضين السياسيين من المجتمع («المنشقين») الذين أعربوا صراحة عن معتقدات تتناقض مع العقيدة الرسمية للدولة.

## إنجازاته

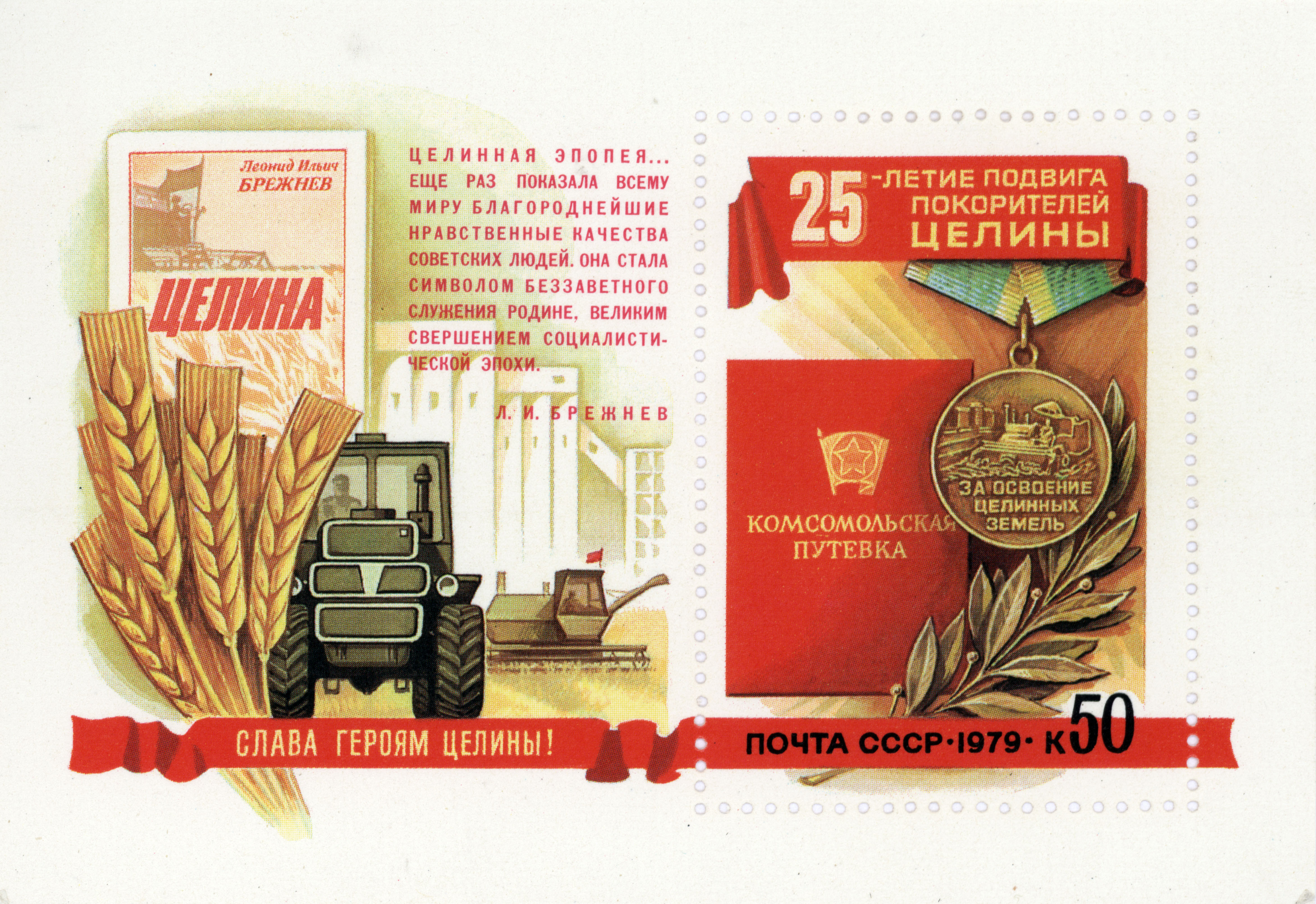
بوستر اعلاني عن الخطة الخمسية الثامنة والاصلاح الزراعي

في فترة (1968-1973) ازداد الإنتاج الزراعي بنسبة 4% سنويا وخلال الخطة الخمسية الثامنة زاد إنتاج الحديد الصلب بنسبة 38% وتم توسيع نطاق السلع الإستهلاكية بنسبة 9% والتزام بريجنيف لجعل التحول السريع من الاستثمارات التي من شأنها أن تُرضي المستهلكين السوفيت وتؤدي إلى مستوى أعلى من المعيشة.

## التنمية الخارجية
لم تكن علاقة برجنيف قوية مع الدول الرأسمالية الكبرى مثل الولايات المتحدة، بل بالعكس فقد سعى إلى نشر النفوذ الشيوعي عن طريق حركة التحرر العالمي، الأمر الذي أدى إلى اصطدامه مع الولايات المتحدة في أفغانستان وأمريكا الاتينية وأفريقيا والشرق الاوسط . ولعب برجنيف دورا مهما في الصراع العربي الإسرائيلي قبل وأثناء حرب أكتوبر 1973 حيث كان الاتحاد السوفيتي المصدر الرئيسي لدعم العرب بالسلاح وسياسياً في الوقت الذي كانت الولايات المتحدة منحازة كلياً إلى جانب إسرائيل  فضلا عن دعمه لفيتنام الشمالية أثناء حربها ضد أمريكا .

## محاولة الاغتيال
تعرض ليونيد برجنيف إلى محاولة اغتيال عام 1969 لم تعرف قصة محاولة اغتيال الزعيم السوفيتي ليونيد بريجنيف التي جرت قبل 40 عاما إلا في السنوات الأخيرة. وحاول الملازم فكتور إليين اغتيال الأمين العام للحزب الشيوعي يوم 21 يناير/كانون الثاني عام 1969 في الساحة الحمراء . كان من المتوقع أن يستقبل بريجنيف في الكرملين في ذلك اليوم طاقم رواد الفضاء الذين عادوا إلى الأرض. وقد أعدّ الملازم إليين خطة الاغتيال بعناية شديدة، واختار هذه اللحظة خصيصا لكي يصبح الاغتيال فضيحة عالمية. وهرب من فصيلته في ضواحي لينينغراد (سانت بطرسبورغ حاليا) حيث كان يقوم بالخدمة ومعه مسدسان من طراز ماكاروف، ووصل بالطائرة إلى موسكو بهدف اغتيال الأمين العام. وأتى إلى الساحة الحمراء في الصباح قبل ساعتين من وصول الموكب الحكومي وهو يرتدي بَزّة شرطي حصل عليها من عمّه الذي كان يخدم في شرطة موسكو آنذاك. وأطلق إليين 16 طلقة على سيارتين من الموكب الحكومي، لكنها لم تبلغ هدفها الأساسي لأن بريجنيف كان راكبا في السيارة الثالثة. وقُتل في الحادث جاركوف سائق إحدى السيارات بينما أُصيب رائد الفضاء وأحد الحراس بجروح. اُعتقل المنفذ على الفور، وقام رئيس أجهزة الأمن السوفيتية يوري أندروبوف باستجوابه بنفسه. وربما كان أكثر ما أثار الاستغراب في هذه القصة هو عدم الحكم بالإعدام على إليين وإرساله بدلاً من ذلك إلى مستشفى المجانين. لكن الكثيرين شككوا في أن يكون مريضا عقليا.

## وفاته

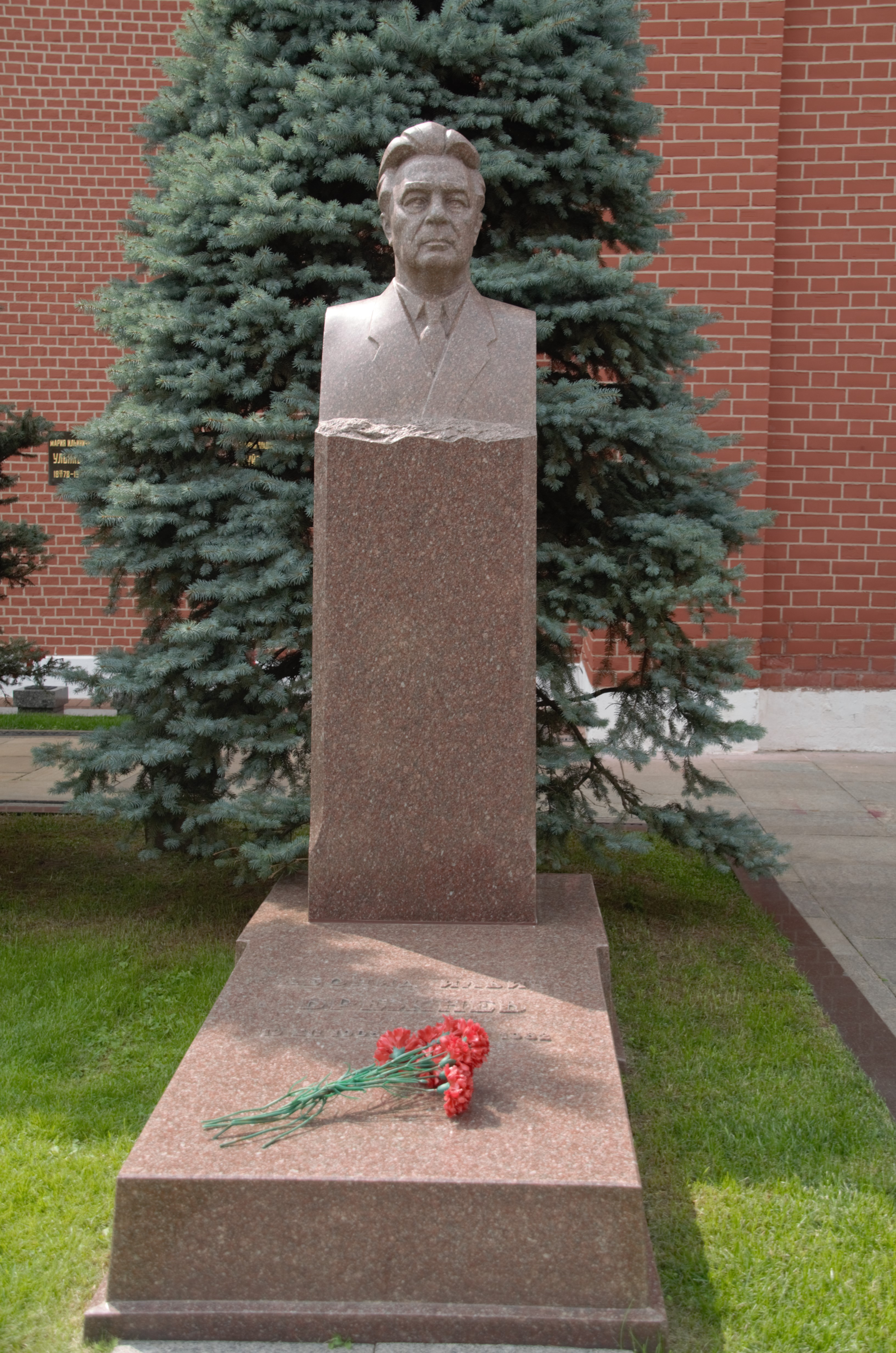
قبر ليونيد بريجنيف في مقبرة جدار الكرملين

أصيب بريجنيف في منتصف السبعينات بسكتة قلبية، مما جعله يواجه صعوبة في النطق. وأدى ذلك في نهاية المطاف إلى أنه صار يتهرب من تسيير شؤون الحزب والدولة، وخاصة في مطلع الثمانينات حتى طلب من أنصاره بأن يسمحوا له بتقديم الاستقالة لسوء صحته. لكن محيطه أصر على أن يتابع تولّي واجباته كيلا يخل كما وصفوا بالتوازن والاستقرار في الدولة. ولم يوافق بريجنيف لكونه رجلا حذرا على إدخال القوات السوفيتية إلى أفغانستان. لكن رأيه في مطلع الثمانينات لم يؤخذ بالحسبان، علما بأن نخبة المخابرات والجيش في البلاد صار يتزايد دورها أكثر فأكثر . توفي ليونيد بريجنيف في 10 نوفمبر/تشرين الثاني عام 1982 وتم دفنه بقرار صادر عن المكتب السياسي للحزب الشيوعي في الساحة الحمراء بجانب سور الكرملين . وأطلق اسمه على مدينة نابيريجنيه تشيلتي في جمهورية تتارستان. لكن هذا القرار تم إلغاؤه في عهد ميخائيل غورباتشوف.

## شعبيته
لبرجنيف شعبية جيدة في روسيا ففي استطلاع للرأي من قبل VTsIOM في عام 2007 غالبية الروس يريدون العيش في عهد بريجنيف بدلاً من أي فترة من التاريخ الاتحاد السوفيتي وروسيا خلال القرن 20. وفي استطلاع مركز ليفادا التي أجريت في عام 2013، فاز بريجنيف وفلاديمير لينين بتصويت الأغلبية على أنهما الزعيمان المفضلان في روسيا في القرن 20 مع موافقة 56 في المائة. وفي اقتراع آخر في عام 2013، تم التصويت لبريجنيف كأفضل زعيم الروسي من القرن 20.

## حياته الشخصية
كان متزوجا من فيكتوريا بيتروفنا (1908-1995)، بعد موته أصبحت وحيدة وهجرها الجميع. وقد عانى برجنيف لفترة طويلة من مرض السكري وكان أعمى تقريبا في سنواته الأخيرة. كان لديه ابنة، غالينا،  وابنه، يوري. غالينا أصبحت لاحقا مدمنة على الكحول جنبا إلى جنب مع عصابة لتزوير الذهب والسبائك في السنوات الأخيرة من الاتحاد السوفيتي.

## طالع أيضًا
- قسطنطين تشيرنينكو
- يوري أندروبوف
- ميخائيل غورباتشوف
- نيكيتا خروتشوف

## روابط خارجية
- ليونيد بريجنيف على موقع أوليمبيديا (الإنجليزية)
- ليونيد بريجنيف على موقع IMDb (الإنجليزية)
- ليونيد بريجنيف على موقع الموسوعة البريطانية (الإنجليزية)
- ليونيد بريجنيف على موقع مونزينجر (الألمانية)
- ليونيد بريجنيف على موقع ألو سيني (الفرنسية)
- ليونيد بريجنيف على موقع ميوزك برينز (الإنجليزية)
- ليونيد بريجنيف على موقع إن إن دي بي (الإنجليزية)
- ليونيد بريجنيف على موقع قاعدة بيانات الفيلم (الإنجليزية)